# حشره‌خوار تلفورد
 حشره‌خوار تلفورد (نام علمی: Crocidura telfordi) نام یک گونه از سرده حشره‌خوارهای دندان‌سفید است.